# یواس‌اس لاردنر (دی‌دی-۲۸۶)

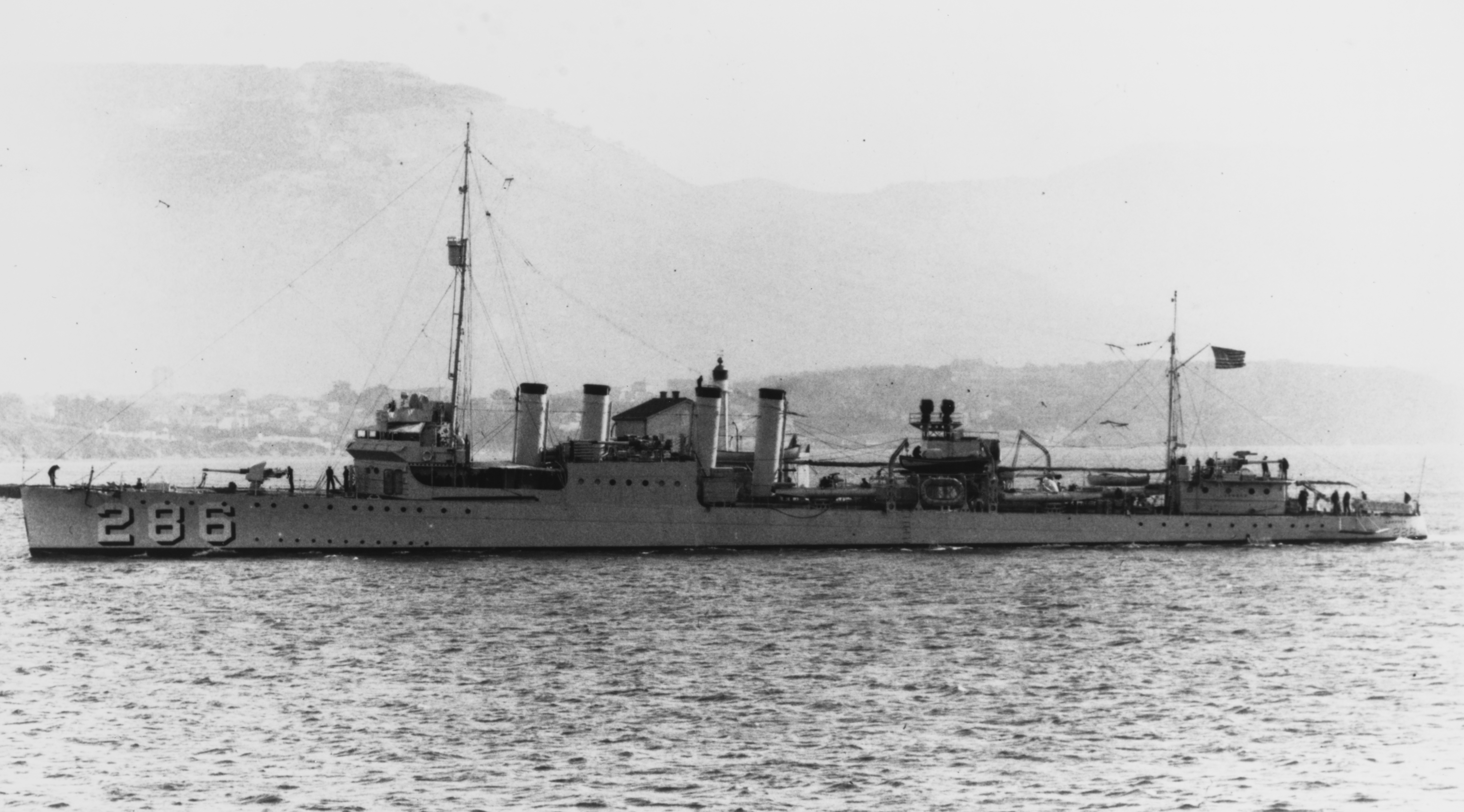
یک کشتی لاردنر آمریکایی قدیمی در حال حرکت

یواس‌اس لاردنر (دی‌دی-۲۸۶) (به انگلیسی: USS Lardner (DD-286)) یک کشتی بود که طول آن ۹۵٫۸۶ متر (۳۱۴٫۵ فوت) بود. این کشتی در سال ۱۹۱۹ ساخته شد.